# Nerioungri
Nerioungri (en russe : Нерюнгри) est une ville de la république de Sakha (ancienne Iakoutie) en Russie. Sa population s'élevait à 57 247 habitants en 2017.

## Géographie
Nerioungri se trouve en Sibérie, à 169 km au nord de Tynda, à 663 km au sud-ouest de Iakoutsk et à 5 017 km à l'est de Moscou.

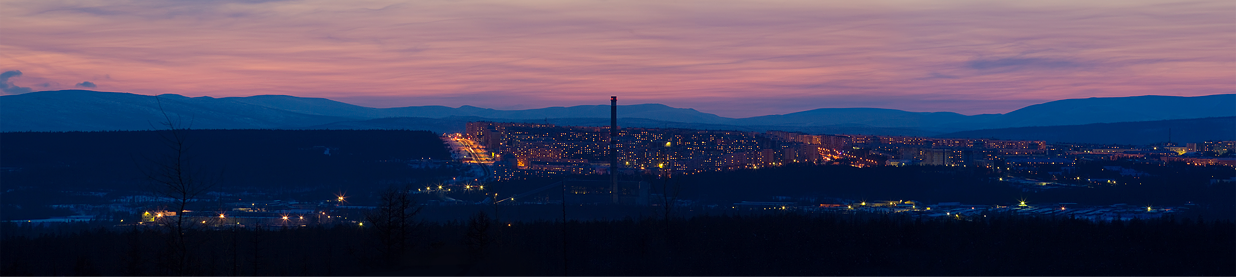
Panorama nocturne de la ville

## Histoire
Nerioungri a été fondée en 1975 à la suite de la décision d'exploiter les gisements de charbon de la région. Le principal employeur est la mine à ciel ouvert proche de la ville dont sont extraits annuellement environ 9 millions de tonnes de charbon qui sont exportés vers les usines sidérurgiques de Sibérie occidentale et de l'Oural et à hauteur de 50 pour cent vers les pays de la zone Asie Pacifique (Japon, Chine, Corée).
Son nom proviendrait d'un mot de la langue evenki désignant l'ombre, poisson commun dans les rivières de Sibérie.
Nerioungri est située en Sibérie orientale sur les contreforts des monts Stanovoï le long de la rivière Tchoulman affluent de la Léna.
La ville comporte deux parties : la vieille ville dominée par l'industrie et la ville nouvelle dans laquelle se situe les immeubles résidentiels. Nerioungri est reliée par la ligne ferroviaire de l'AIAM au Transsibérien.

## Population
Recensements (*) ou estimations de la population
| 1959* | 1970* | 1979*  | 1989*  | 2002*  | 2006   |
| ----- | ----- | ------ | ------ | ------ | ------ |
| 500   | 800   | 22 467 | 72 540 | 66 269 | 65 412 |

| 2010*  | 2013   | 2014   | 2015   | 2016   | 2017   |
| ------ | ------ | ------ | ------ | ------ | ------ |
| 61 747 | 60 013 | 58 846 | 58 133 | 57 791 | 57 247 |

## Transports
Nerioungri est un important centre ferroviaire de la voie Magistrale Amour-Iakoutie (AIaM), à 229 km de la gare de Tynda et à 409 km du Transsibérien. La ville est également desservie par la route M-56 qui la relie à Iakoutsk.

## Climat
Le climat de Nerioungri est de type très continental voire subarctique. Les hivers sont très froids et très longs et les étés (période de l'année durant laquelle la température moyenne journalière est supérieure à 15 °C) sont très brefs. Les précipitations ont lieu essentiellement en été. La neige recouvre le sol en moyenne 221 jours par an. La hauteur de neige atteint 53 cm en mars (hauteur maximum : 121 cm). Des chutes de neige peuvent se produire en toute saison même si elles sont très rares en été.
- Température record la plus froide : –61,0 °C (janvier 1936)
- Température record la plus chaude : 34,8 °C (juillet 1954)
- Nombre moyen de jours avec de la neige dans l'année : 170
- Nombre moyen de jours de pluie dans l'année : 77
- Nombre moyen de jours avec de l'orage dans l'année : 18
- Nombre moyen de jours avec tempête de neige dans l'année : 19

| Mois                              | jan.  | fév.  | mars  | avril | mai  | juin | jui. | août | sep. | oct.  | nov.  | déc.  | année |
| --------------------------------- | ----- | ----- | ----- | ----- | ---- | ---- | ---- | ---- | ---- | ----- | ----- | ----- | ----- |
| Température minimale moyenne (°C) | −35,1 | −31,3 | −23,1 | −11,5 | −1,2 | 5,9  | 9,3  | 6,9  | −0,2 | −12,1 | −26   | −33,6 | −12,7 |
| Température moyenne (°C)          | −30,9 | −25,8 | −16,3 | −5,2  | 4,4  | 12,8 | 15,8 | 12,8 | 4,6  | −7,5  | −21,4 | −29,7 | −7,2  |
| Température maximale moyenne (°C) | −26,4 | −19,5 | −9,1  | 0,7   | 10,2 | 19,6 | 22,4 | 19,4 | 10,3 | −2,3  | −16,5 | −25,7 | −1,4  |
| Précipitations (mm)               | 15    | 11    | 15    | 31    | 44   | 89   | 104  | 88   | 71   | 41    | 22    | 17    | 548   |